# Валери Цеков
Валери Димитров Цеков е български политик, народен представител в XXXIX народно събрание от НДСВ от 2001.